# Alain Musset
 (juin 2012).
Pour les articles homonymes, voir Musset.
Alain Musset est un géographe français né le 12 mars 1959 à Marseille.

## Biographie
Ancien élève de l'École normale supérieure, il est agrégé de géographie et membre honoraire de l'Institut universitaire de France. Il a obtenu son doctorat en géographie à l'EHESS en 1989, sous la direction de Jean-Pierre Berthe et Marcel Roncayolo : L’eau dans la vallée de Mexico, enjeux techniques et culturels (XVIe – XIXe siècle). En 1996, il a passé une Habilitation à diriger des recherches (HDR) à l'Université de Paris X-Nanterre, sous la direction de Jean-Pierre Raison : Perception, représentation et aménagement de l’espace. Europe, Amérique hispanique (XVIe-XXe s.).
Après avoir été maître de conférences à l'université Paris X-Nanterre, il est depuis 1999 directeur d'études à l'EHESS où il dirige la formation "Étude Comparative du Développement" et la formation doctorale "Territoires, Sociétés, développement". Ses travaux de recherche portent sur la ville et les sociétés urbaines en Amérique latine, en suivant une perspective géohistorique fondée sur la prise en compte de la longue durée pour mieux comprendre l'évolution des processus sociaux. Il a travaillé dans un premier temps sur la gestion de l'eau dans le bassin de Mexico, depuis l'époque préhispanique jusqu'à l'inauguration en 1900 du grand canal de drainage qui devait mettre un terme aux problèmes d'inondation dans la capitale mexicaine. Il s'est ensuite intéressé aux déplacements des villes dans l'Amérique coloniale - déplacements essentiellement provoqués par des événements désastreux d'origine naturelle (tremblements de terre, éruptions volcaniques, ouragans…).
Afin de mettre en évidence le rôle des représentations sociales dans l'organisation des territoires urbains et dans les pratiques quotidiennes des habitants, il s'intéresse aussi aux villes imaginaires, en particulier les villes de science-fiction, comme il l'a montré dans son ouvrage consacré à la ville-planète qui domine la galaxie Star Wars : De New York à Coruscant, essai de géofiction.
Il anime à l'EHESS deux séminaires de recherche :
- Représenter la ville[2] : en utilisant les outils d’une géographie historique et culturelle, située au croisement de plusieurs disciplines et de plusieurs méthodologies, le but de ce séminaire est d’analyser les modes de perception et de représentation de l’espace qui influent sur l’organisation et l’aménagement des territoires urbains ;
- Ville, Société, Justice : ce séminaire s'intéresse à une thématique liée au programme international de recherche JUGURTA portant sur la justice sociale et la justice spatiale dans les villes du Sud. Il étudie le problème de la justice comme notion adaptée aux études traitant des inégalités sociales en milieu urbain. S’il est vrai que l’équité territoriale appartient au vocabulaire des aménageurs et des urbanistes, la justice spatiale fait référence aux outils intellectuels de la philosophie et des sciences politiques. Cette option a été choisie pour donner un sens politique (dans l'acception la plus large du terme) aux études de cas présentées au sein du séminaire, car elle implique un engagement du chercheur au sein de la société civile.

## Publications
- De l’eau vive à l’eau morte : enjeux techniques et culturels dans la vallée de Mexico, Paris, ERC, 1991

Traduction : El agua en el Valle de México, siglos XVI-XVIII, Mexico, Pórtico de la ciudad de México-CEMCA, 1992, 245 p.
- Avant l’Amérique : les Mayas et les Aztèques, Collection Peuples du passé, Paris, Nathan, 1992, illustrations d’Annie-Claude Martin.

Traductions
Antes que América, los Mayas y los Aztecas. Pueblos del pasado, Zaragoza, Edelvives, 1993.
A América pré-colombiana : os maias e os astecas. Povos do pasado, Saõ Paulo, Editora Augustus, 1994.
- Le Mexique entre deux Amériques, Paris, Ellipses, 1994.
- Le Mexique, Armand Colin, Collection Géographie, Paris, 1996 (Première édition : 1990). Prix de la Société de géographie (1991).
- Géopolitique du Mexique, éditions Complexe, Bruxelles, 1996.
- Le Mexique : Économies et sociétés Ellipses, Paris, 1997.
- Des Indes occidentales à l’Amérique latine, sous la direction d’Alain Musset et de Thomas Calvo. Paris-Mexico, CEMCA-IHEAL-ENS, 1997.
- De Séville à Lima, sous la direction d’Alain Musset et de Pablo-Emilio Pérez-Mallaína, Paris, Villes en Parallèle, 1997.
- L’Amérique centrale et les Antilles : une approche géographique. Paris, Armand Colin, 1998 (Première édition : 1994).
- Fronteras de ayer y de mañana, sous la direction d’Alain Musset. Mexicali, UABC, Estudios Fronterizos, 1998.
- Les Littoraux latino-américains : terres à découvrir, sous la direction d’Alain Musset. Paris, IHEAL, 1998.
- Les Puissances émergentes d’Amérique latine (Argentine, Brésil, Chili, Mexique). En collaboration avec Javier Santiso, Hervé Théry et Sébastien Velut. Paris, Armand Colin, 1999.

Traduction : Las potencias emergentes de América latina (Argentina, Brasil, Chile y México). En collaboración con Javier Santiso, Hervé Théry et Sébastien Velut. Madrid, Editorial Síntesis, 2001.
- Nicaragua, dans l’œil du cyclone, sous la direction de Joël Delhom et Alain Musset. Paris, IHEAL-IHNCA-UBS, 2000, 303 p.
- Alena-Mercosur, enjeux et limites de l'intégration américaine, sous la direction d'Alain Musset et Victor M. Soria. Paris, IHEAL-INTAM, 2001, 227 p.
- Villes nomades du Nouveau Monde. Paris, Éditions de l'EHESS, 2002, 397 p.
- Le Mexique. PUF, coll. " Que sais-je ? ", 2004, 128 p.
- De New York à Coruscant, essai de géo-fiction. Paris, PUF, 2005, 190 p.[3].
- Géopolitique des Amériques, sous la direction d’Alain Musset. Paris, Nathan, collection " Nouveaux continents ", 2006, 335 p.
- Hombres nuevos en otro mundo. La Nicaragua del 80 en los diarios de la Cruzada Nacional de Alfabetización. Managua, IHNCA, 2007, 320 p.
- ¿Geohistoria o geoficción ? Ciudades vulnerables y justicia espacial. Medellín, Universidad de Antioquia, 2009, 239 p.[4].
- Géopolitique des Amériques. 2e édition actualisée et enrichie. Paris, Nathan, collection " Nouveaux continents ", 2009, 381 p.
- La Ville dans les Amériques : un regard de part et d'autre de la frontière. Dossier sous la direction de Cynthia Gorrah-Gobin et Alain Musset, Cahiers des Amériques latines, Paris, IHEAL-CREDAL, no 59, 2010.
- Ciudad, Sociedad, Justicia: un enfoque espacial y cultural, sous la direction d’Alain Musset. Mar del Plata, EUDEM, 2010, 489 p.
- Ciudades nómadas del Nuevo Mundo, Mexico, Fondo de Cultura Económica, 2011, 477 p. (traduction corrigée et enrichie des Villes nomades du Nouveau monde, 2002).
- Géopolitique des Amériques. 3e édition actualisée et enrichie. Paris, Nathan, collection " Nouveaux continents ", 2012, 413 p.
- Canada, États-Unis, Mexique, sous la direction de Cynthia Ghorra-Gobin et Alain Musset. Paris, SEDES, 2012, 268 p.
- Le syndrome de Babylone. Géofictions de l'apocalypse. Paris, Armand Colin, 2012, 355 p.
- Geografías de la espera. Migrar, habitar, trabajar en la ciudad de Santiago, Chile, 1990-2012, sous la direction de Verónica Correa, Idenilso Bortolotto et Alain Musset. Santiago, Uqbar, 2013, 349 p.
- La justice spatiale et la ville. Regards du Sud, sous la direction de P. Gervais-Lambony, C. Bénit-Gbaffou, J.-L. Piermay, A. Musset, S. Planel, Paris, Karthala, 2014, 279 p.
- Géopolitique des Amériques, quatrième édition actualisée et enrichie, sous la direction d’Alain Musset. Paris, Nathan, collection « Nouveaux continents », 2014, 419 p.
- Les territoires de l’attente. Migrations et mobilités dans les Amériques (XIXe – XXIe siècle), sous la direction de Laurent Vidal et Alain Musset, Rennes, PUR, 2015, 304 p.
- Sociedades, movilidades, desplazamientos : los territorios de la espera de ayer a hoy (el caso de los mundos americanos, siglos XIX-XXI, sous la direction de Laurent Vidal et Alain Musset, Nuevo Mundo-Mundos Nuevos, « Débats », 25 janvier 2016.
- Waiting Territories in the Americas. Life in the Intervals of Migration and Urban Transit, edited by Laurent Vidal and Alain Musset, Newcastle upon Tyne, Cambridge Scholars Publishing, 2016, 332 p.
- Géographie et fiction : au-delà du réalisme, sous la direction d’Henri Desbois, Philippe Gervais-Lambony et Alain Musset, Annales de géographie n° 709-710, septembre 2016[5].
- (es) Desigualdades, (in)justicia socioespacial y resistencia en las ciudades latinoamericanas,  sous la direction de Teresa de Jesus Peixoto Faria et Alain Musset, Geografares n° 22, juillet-décembre 2016
- 7 routes mythiques. Quand l'histoire se mêle à la légende, sous la direction d’Alain Musset. Paris, Armand Colin, collection « Hors Collection », 2018, 160 p.
- Station Metropolis direction Coruscant : ville science fiction et sciences sociales, Alain Musset. Saint Mammès, le Bélial', 2019, 269 p.